# Selle San Marco

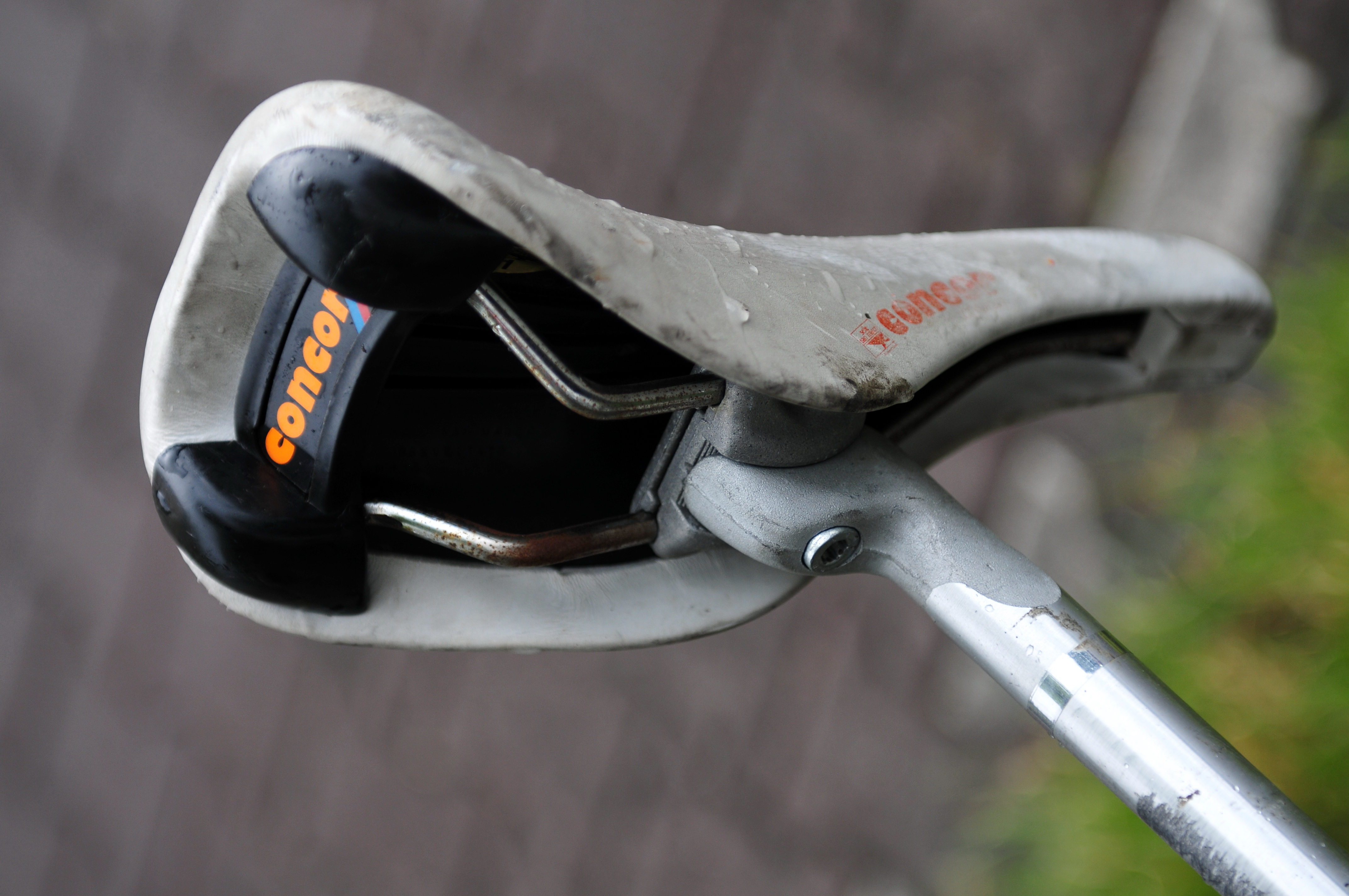
Begründete ca. 1986 eine neue Klasse der Fahrradsättel: Selle Concor war der erste Plastiksattel mit Lederüberzug

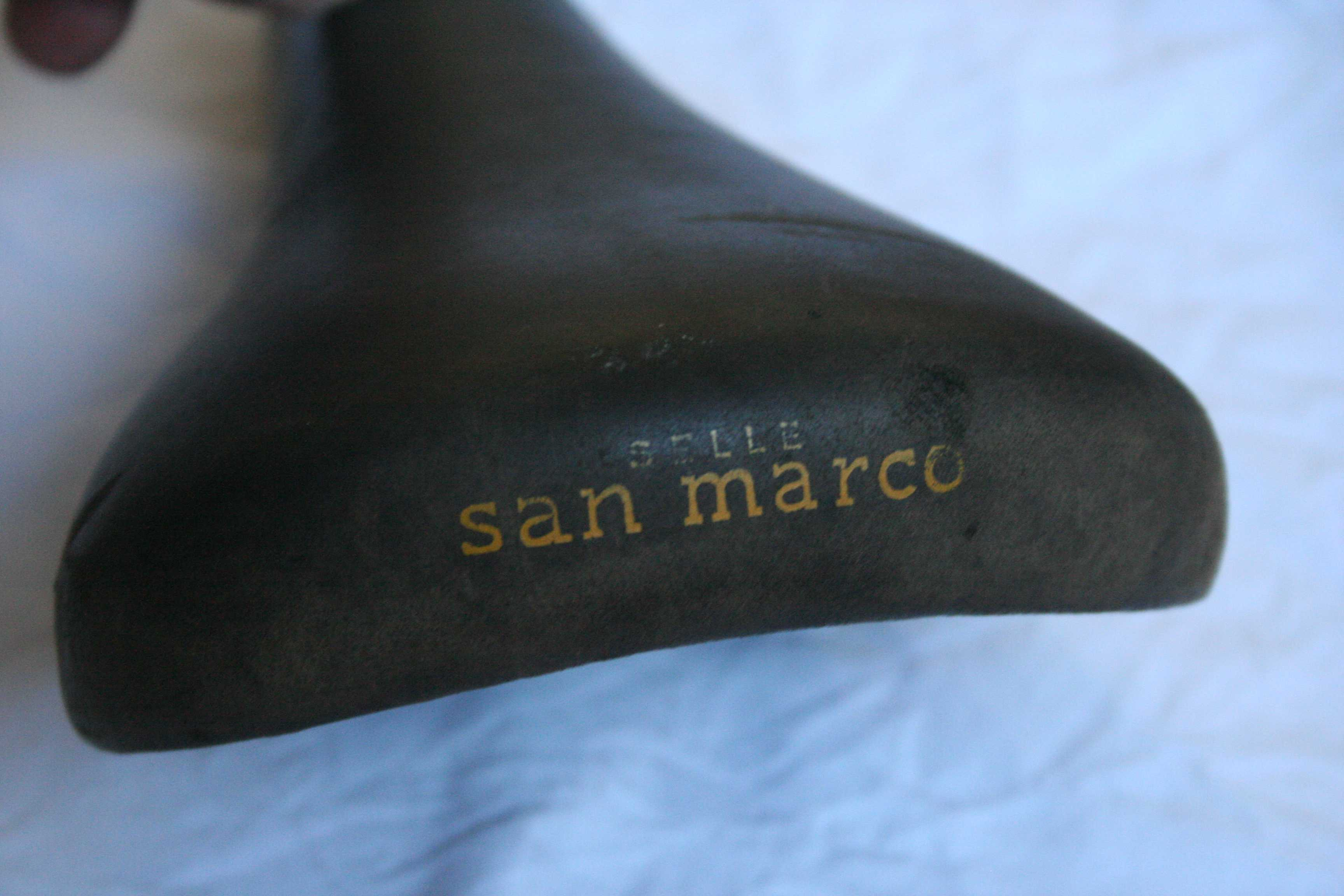
Selle San Marco Rennrad Sattel

Selle San Marco ist ein italienischer Hersteller von Fahrradsätteln aus Rossano Veneto. Das Unternehmen stellt seit 1935 Sättel für alle Radtypen her.
Selle San Marco wurde 1935 in Rossano Veneto. Luigi Girardi gründete Selle San Marco und überzog seine Sattel mit dem Stoff von Militärjacken. Schon 1940 hatte Girardi eine Fabrik mit um die 40 Arbeiter. In den 1970er Jahren kam der Sattel „Concor“ auf den Markt. Er ist der bis heute bekannteste Sattel von Selle San Marco. Das Erfolgsmodell „Concor Supercorsa“ mit einem Bezug aus weißem Glattleder wurde in den 2010er Jahren wieder aufgelegt. Die klassische Form des „Concor“ wurde von anderen Herstellern übernommen, so ist zum Beispiel der BLB Fly X stark an den „Concor“ angelehnt.
Hauptkonkurrenten von Selle San Marco sind die Hersteller Selle Italia und Selle Royal.